# Liesa van der Aa
Liesa van der Aa (* 1986) ist eine belgische Schauspielerin, Violinistin, Musikerin, Sängerin, Songwriterin und Komponistin.

## Leben und Projekte

### Familie, Kindheit, Studium, erste Auftritte und Engagements
Liesa van der Aa ist die Tochter des belgischen Schauspielers Frans van der Aa. Sie wuchs in Antwerpen auf und erhielt ab 1991 einem Alter von 5 Jahren den ersten Violinunterricht. Nach dem klassischen Violinrepertoire interessierte sie sich immer mehr für neue, zeitgenössische Klänge. Sie entdeckte Velvet Underground, Prince und Chet Baker für sich. Ihre Experimentierlust stieg und sie fing an, für sich selbst zu komponieren. Sie verwendete nur ihre Geige, ihre Stimme, einen Sampler und viele Effektpedale. 2006 spielte sie in zwei Episoden der Fernsehserie En daarmee basta [Und damit basta]. 2008 schloss sie ihr Studium am Herman Teirlinck Instituut in Antwerpen im Studiengang kleinkunst mit dem akademischen Grad Master ab. Neben ihr vollendete im selben Jahr auch Katrin Lohmann denselben Studiengang. Mit ihr zusammen führte sie später noch gemeinsame Projekte durch. So waren sie beim Festival Studio Villanella im Kunstzentrum DeSingel in Antwerpen zu sehen. Im selben Jahr wirkte Liesa sie beim Album Akkatements der belgischen Band Het Zesde Metaal als Violinistin und Backgroundsängerin mit. Sie spielte Theater unter anderem am Toneelhuis in Antwerpen. In diversen Fernsehsendungen übernahm sie Gastrollen, zum Beispiel in Kiekens, De Kotmadam, und Hij komt, hij komt … De intrede van de Sint. Weiter schrieb sie die Musik zu den zwei Kurzfilmen Ijsland und Paroles von Gilles Coulier. Ijsland wurde 2010 auf dem Filmfestival Cannes vorgeführt.

### Louisa’s Bolero
Louisa’s Bolero ist van der Aas Debüt-EP, die sie zusammen mit Stijn Cole produzierte, der auch den Backgroundgesang übernahm.

### Louisa's Daughter
Liesa van der Aa wurde Frontfrau der Band Louisa's Daughter. Sie sang und spielte Klavier und Violine. Die Band veröffentlichte die CD Hemixem in limitierter Auflage und gab mehrere Konzerte in den folgenden Jahren. Auch bei weiteren folgenden Musikprojekten van der Aas wirkte die Band mit.

### Berlin(Frau)Sinfonie
Bei diesem Hörspielprojekt der Jahre 2010 und 2011 wirkten Liese van der Aa und Katrin Lohmann zusammen mit Susanne Franzmeyer als Backgroundsängerinnen mit. Den Gesangspart übernahmen Nadeshda Brennicke, Alexandra Marisa Wilcke und Joachim Witt. Für dieses Hörspielprojekt von Michael Farin wurden im Herbst 2010 in Berlin mittels Inseraten neunzehn junge Frauen gesucht und gefunden. Nach einem zwanzigminütigen Gespräch im Tonstudio wurden die Aussagen der Frauen in Songstrukturen gebracht. Eine Studioband und die obigen Sänger interpretierten diese dann im Rahmen des Hörspiels.

### Zingaburia
Von 2011 bis 2014 spielte Liesa van der Aa in dreißig Folgen der Jugendfernsehserie Zingaburia von Hugo Matthysen die Specialia 'Spacey’ Van der Geyt. Die Serie handelt von vier Menschen, die in einem Raumschiff zum fernen Ferienplaneten Azifrikameropa unterwegs sind. In der fünften Folge der zweiten Staffel, Klantersie, die am 30. Dezember 2012 ausgestrahlt wurde, hatte ihr Vater Frans van der Aa eine Gastrolle. Die Reihe endete 2013 nach der dritten Staffel.

### Troops
Troops ist Liesa van der Aas Solo-Debütalbum. Produziert wurde es von Boris Wilsdorf, dem Produzenten der Einstürzende Neubauten. Das Album wurde im Tonstudio der Einstürzenden Neubauten in Berlin aufgenommen. Liesa van der Aa spielte fast das gesamte Album selbst ein. Die Violine verwendete sie als Perkussionsinstrument, erzeugte Geräusche, verfremdete den Klang und erzeugte verschiedenste Effekte. Alle Album-Release-Konzerte in Belgien waren ausverkauft. Daraufhin wurde sie im Juni des Jahres zum Gent Jazz Festival eingeladen. Im Rahmen von 10 Songs, 10 Videos, 10 Artists bat Liesa van der Aa zehn zeitgenössische Künstler der Avantgarde, die einzelnen Songs zu inszenieren und Musikvideos mit ihr zu drehen. So entstand ein beispielloses Ergebnis. Marc Lagrange (1957–2015) inszenierte das Video zu Louisa's Bolero, der Regisseur Gilles Coulier (* 1986) Our place, Guy Cassiers (* 1960) Troops, Frederik Jassogne (* 1984) Visitor, Ief Spincemaille (* 1976) Birds in Berlin, Sander van de Vijver Lou, Lea Vidakovic (* 1983) My love, Hugo Moens Into the foam, Joé Agemans und Stef Aerts (* 1987) (FC Bergman) Lost Souvenir und Geert Mul (* 1965) Low Man's Land. Knack Focus schreibt, in dem Album schimmere zeitgenössische Klassik, unterkühlter Jazz und künstlerischer Rock. Es zeichne sich durch seine Vielschichtigkeit und seinen stattlichen Panoramasound aus. 2013 veröffentlichte sie ein Livealbum Troops Live At La Chapelle.

### Mont Blanc
Liesa van der Aa schrieb 2013 gemeinsam mit Johannes Genard Musik zum Kurzfilm Mont Blanc von Gilles Coulier. Der Film nahm 2013 beim Filmfestival Cannes teil.

### Where what’s happening
Am 4. November 2013 veröffentlichte Liesa van der Aa die EP Where what’s happening bei Volvox Music als VOL 1310. Sie enthält folgende Einzeltitel: A1 Nightclubbing, A2 Vanishing act, B1 Rid of me, B2 Paroles paroles. Es handelt sich um vier gecoverte Songs. Bei den Aufnahmen wirkten Johan Leysen als Sänger, Stijn Cole und Paul Kendall, der die Aufnahmen abmischte, mit.

### Van den Vos
2013 produzierten das Toneelhuis, das Muziektheater Transparant, das Solistenensemble Kaleidoskop, in Kooperation mit der Stadsschouwburg Amsterdam, dem Kaaitheater, Le Phénix – Scène nationale de Valenciennes, den Wiener Festwochen, den Operadagen Rotterdam, Stichting Theaterfestival Boulevard und den Berliner Festspielen/Foreign Affairs unter Unterstützung des Kulturprogramms der Europäischen Union eine Bearbeitung des Epos Van den vos Reynaerde (‚Über Reinecke Fuchs‘). Der Text stammt von Josse De Pauw. Liesa van den Aa schrieb mit Daniella Strasfogel und Michael Rauter die Musik dazu. Das Antwerpener Theaterkollektiv FC Bergman war für die Konzeption verantwortlich und führte Regie. Nach dreizehn Aufführungen im Dezember 2013 im Toneelhuis in Antwerpen folgten im Laufe der folgenden Jahre noch über zwanzig Aufführungen an den oben genannten Partnertheatern, Festivals und anderen Aufführungsorten.

### Feiten
Als Mitglied des Ellen Schoenaerts Kvartets veröffentlichte van der Aa 2013 das Album Feiten. Neben Ellen Schoenaerts und van der Aa spielten der Multiinstrumentalist Tijs Delbeke und der Gitarrist und Drummer Ephraim Cielen mit.

### Cordon (TV-Serie)
Im März 2014 startete die zehnteilige erste Staffel der Belgisch-niederländischen TV-Serie Cordon mit Liesa van der Aa in der Hauptrolle als Jana Snyder. Die Handlung dreht sich um eine tödliche Virusinfektion in Antwerpen. 2016 startete eine zweite Staffel.

### WOTH
WOTH (Weighing of the Heart [Wiegen des Herzens]) ist ein Triple-Konzeptalbum, und wird auch als Triptychon bezeichnet. Es wurde am 3. November 2014 bei Volvox Music unter VOL1501 veröffentlicht. Es basiert auf dem Totenbuch der ägyptischen Mythologie. Auf der ersten CD werden die Themen des Albums elektronisch bearbeitet, auf der zweiten CD mit Barockinstrumenten und auf der dritten CD im Popformat der Siebziger. Produzent war wieder Boris Wilsdorf und die Aufnahmen fanden wieder im Tonstudio der Einstürzenden Neubauten in Berlin statt. Im Gegensatz zur ersten CD Troops wirkten ungefähr achtzig Musiker bei der Produktion der CD mit. Am 4. Dezember 2014 fand die Uraufführung einer Bühnenfassung in DeSingel statt. Neben der singenden und Violine spielenden Liesa van der Aa gehörten weitere acht Musiker, darunter die Musiker von Louisa's Daughter, Katrin Lohmann und ein Chor mit 42 Sängern zum Ensemble. Eine Videoinstallation gestaltet von Frederik Jassogne und Guy Cassiers vervollständigte die Performance. Das Projekt war eine Koproduktion von DeSingel, dem Muziektheater Transparant, dem Toneelhuis und der Handelsbeurs in Zusammenarbeit mit dem Kulturzentrum Flagey in Brüssel, dem Kulturzentrum Hasselt und dem Kaaitheater. Unterstützt wurde es von der Regierung Flanderns.

### Ay Ramon
Im Film Ay Ramon von 2015 spielte Liesa van der Aa die Rolle der Mari Mortelmans.

### Brussel
2017 spielte sie in fünf Episoden der zehnteiligen Fernsehserie Brussel die Rolle der Charlotte Verne.

### American Lament
American Lament [Amerikanische Klage] ist ein gemeinsames Konzertprojekt Liesa van der Aas mit Tom Pauwels (* 1974), des Gitarristen des Ictus Ensembles. Zuerst 2015 als Studioversion ins Leben gerufen erarbeiteten sie gemeinsam mit der US-amerikanischen Sopranistin Christie Finn und dem Ictus Ensemble unter der Leitung von Georges-Elie Octors (* 1947) eine Ensembleversion, die schon mehrmals aufgeführt wurde, so in Lille, Gent und Antwerpen. Es beinhaltet Werke der US-amerikanischen Komponisten Christopher Trapani (* 1980), Larry Polansky (* 1954) und Michael Pisaro (* 1961).

### One Trick Pony
2017 gründete Liesa van der Aa mit ihrer Schwester Sarie van der Aa One Trick Pony. Es handelt sich um ein Musiklaboratorium für zeitgenössische Musik, das den Fokus auf Visualisierung von Musik und Musikern auf der Bühne, im Film und außerhalb herkömmlicher Veranstaltungsorte legt.

### Autobahn Utopia
Autobahn Utopia ist ein Werk für Klavier, Saxophonquartett und Streicheroktett mit Toneinspielungen. Die Musik stammt von Liesa van der Aa. Die Texte von Liesa van der Aa, Katrin Lohmann und Peter Handke. Geräusche von Autobahnen, Aus- und Einstiegen, Staus, Radios, Wolkenbrüchen, überfüllten Autos und andere Geräusche aus dem Verkehr werden zu den live spielenden Musikern eingespielt. Das Werk wurde beim Festival van de Archtektuur im Wandelgang von DeSingel am 9. September 2017 von One Trick Pony aufgeführt. Eine weitere Aufführung fand beim Ghent Festival 2017 im Rahmen von artbeat am Freitag, den 6. Oktober 2017, in der Eskimofabrik in Ghent statt. Im Programmheft des Ghentfestivals liest man. Es handle sich um verträumte, energiegeladene und rhythmische Musik voller Haken und scharfen Kanten. Mit anderen Worten: Steve Reichs Jazz werde zu Trash und Techno.

### Cargo (Soundtrack)
Liesa van der Aa schrieb 2017 den Soundtrack zum Film Cargo des belgischen Regisseurs Gilles Coulier. Aufgenommen wurde die Musik in De Singel in Antwerpen. Es spielten das Zerkalo Streichquartett das vom Kontrabassisten Nathal Wouters ergänzt wurde. Vorgestellt wurde der Film am 8. September 2017 auf dem Filmfestival von Ostende. In die belgischen Kinos kam er ab dem 13. September 2017 durch die Kinepolis Film Distribution (KFD). Am 16. Februar 2018 wurde die CD Cargo (Original Soundtrack) auf dem Label De Wereldvrede

### LOO TUNES/Music for Toilets
Das Konzerthaus Handelsbeurs in Gent gab bei Liesa van der Aa eine Toilettenmusik in Auftrag, die in den hauseigenen Toiletten abgespielt werden sollte. Am 28. April 2017 fand die Eröffnungsveranstaltung statt. Seitdem wird die Musik in den dortigen Toiletten gespielt.

### De Dag (24 Hours – Two Sides Of Crime)
In der Fernsehserie De Dag aus dem Jahr 2018 spielt sie die Rolle der Fernsehreporterin Kristien Delaruelle. Die Serie wird unter dem internationalen Namen 24 Hours – Two Sides Of Crime ab 5. Oktober 2018 in Deutschland bei ZDFneo ausgestrahlt. Ihre deutsche Synchronsprecherin in der Serie ist Cathlen Gawlich.

### Court of Choice Part I - PLAY
PLAY ist der erste Teil eines Musiktheatertriptychon. Es ist ein detailgetreu notiertes, musikalisches Tennismatch für drei Schauspieler, Streichquartett und Schlagzeug. Liesa van der Aa ist verantwortlich für das Konzept und die Musik. Nefertari Vanden Bulcke schrieb das Libretto. Das Projekt ist eine Koproduktion von One Trick Pony, De Singel, und dem Handelsbeurs Concertzaal. Aufgeführt wurde das Werk am 24. und 25. April 2019 im Theaterstudio von De Singel und am 22. Juni 2019 im Vrijbroekpark in Mechelen im Rahmen des Festivals De Broek.

### easy alice
Easy Alice ist ein multidisziplinäres Projekt von Liesa Van der Aa aus dem Jahr 2020. Es umfasst ein Musikalbum und einen experimentellen Musikfilm. Das Werk kombiniert Elemente aus Funk, Pop und elektronischer Musik und thematisiert Souveränität, Isolation und Geschlechterrollen. Van der Aa war für Konzept, Komposition und Umsetzung verantwortlich. Das Projekt entstand in Zusammenarbeit mit weiteren Künstlern und verbindet Musik und Film zu einer interdisziplinären Arbeit. Sie veröffentlichte am 28. Februar 2020 das Album easy alice. Die erste Singleauskopplung Coming home veröffentlichte sie im November 2019.Liesa Van der Aa - Easy Alice (official video) auf YouTube, 7. Oktober 2020, abgerufen am 11. Januar 2021. Musikalisch arbeitete sie dabei mit Dries Laheye (Bass), Niels Broos (Tasteninstrumente) und Lander Gyselinck (Schlagzeug) zusammen.

### Reinaert de Vos [Reinecke Fuchs]
Liesa van der Aa wirkte 2020 bei der Hörspielproduktion von Het Geluidshaus mit.

### I Can't Go Back to Yesterday
Liesa Van der Aa komponierte die Musik für den experimentellen Kurzfilm I Can't Go Back to Yesterday, bei dem sie auch Regie führte und die Hauptrolle übernahm. Der Film thematisiert Souveränität, Isolation und Geschlechterrollen und wurde mit dem Award of Merit bei den Global Shorts 2020 sowie dem Innovation Award beim LA Fashion Festival 2020 ausgezeichnet.

### All the Pretty Little Horses
Liesa Van der Aa komponierte die Filmmusik für All the Pretty Little Horses, ein Drama aus dem Jahr 2021, das von Michalis Konstantatos inszeniert wurde. Der Film erzählt die Geschichte eines Paares, das versucht, nach einem traumatischen Erlebnis ein neues Leben zu beginnen. Van der Aas Musik unterstützt die düstere und atmosphärische Gestaltung des Films.

### Rich Niche
Rich Niche ist ein multidisziplinäres Projekt von Liesa van der Aa, das soziale Ungerechtigkeit, Individualismus und das Nischendasein privilegierter Gesellschaftsschichten thematisiert. Das Werk verbindet Elemente aus Electronica, Pop, Jazz und klassischer Musik. Es wurde 2022 entwickelt und im Februar 2025 im Rahmen des Berliner Festivals Schall&Rausch uraufgeführt.

### I Want Absolute Beauty
I Want Absolute Beauty war eine Musiktheaterproduktion der Ruhrtriennale 2024 unter der Regie von Ivo van Hove. Liesa Van der Aa übernahm die musikalische Leitung der Inszenierung, die auf 26 Songs von PJ Harvey basiert. Die Aufführungen fanden in der Jahrhunderthalle Bochum statt.

### Putain
2024 tritt Liesa Van der Aa in der Fernsehserie Putain als Schauspielerin in einer Nebenrolle auf. Die Serie behandelt das Leben des belgischen Rappers Zwangere Guy (Gorik van Oudheusden) und kombiniert biografische mit fiktionalen Elementen.

## Rezeption
Transparent.be des Music Theatre Transparent schreibt, Liesa van der Aa habe sich zu einer der vielseitigsten darstellenden Künstler der Gegenwart entwickelt. Sie wechsle mühelos zwischen Musik und Schauspielerei für Fernsehen, Film und Theater. In ihrer Musik träfen sich Avantgarde, Soundscape und Rock. Rudy Tollenaere schreibt am 5. Oktober 2017 im Nieuwsblad aus Antwerpen: Wenn es jemanden gibt, der schwer in eine Schublade zu stecken ist, dann ist es Liesa van der Aa. Ihre Kreativität sei unzähmbar, liest man im Programmheft des Ghent Festivals 2017.